# Erymophyllum
Erymophyllum es un género de plantas con flores perteneciente a la familia de las asteráceas. Comprende 5 especies descritas y  aceptadas.

## Taxonomía
El género fue descrito por Paul Graham Wilson  y publicado en Nuytsia 7(1): 105. 1989. La especie tipo es: Erymophyllum ramosum (A.Gray) Paul G.Wilson

## Especies
A continuación se brinda un listado de las especies del género Erymophyllum aceptadas hasta julio de 2012, ordenadas alfabéticamente. Para cada una se indica el nombre binomial seguido del autor, abreviado según las convenciones y usos.
- Erymophyllum compactum Paul G.Wilson
- Erymophyllum glossanthus Paul G.Wilson
- Erymophyllum hemisphaericum Paul G.Wilson
- Erymophyllum ramosum (A.Gray) Paul G.Wilson
- Erymophyllum tenellum (Turcz.) Paul G.Wilson